# Deutsches Heer

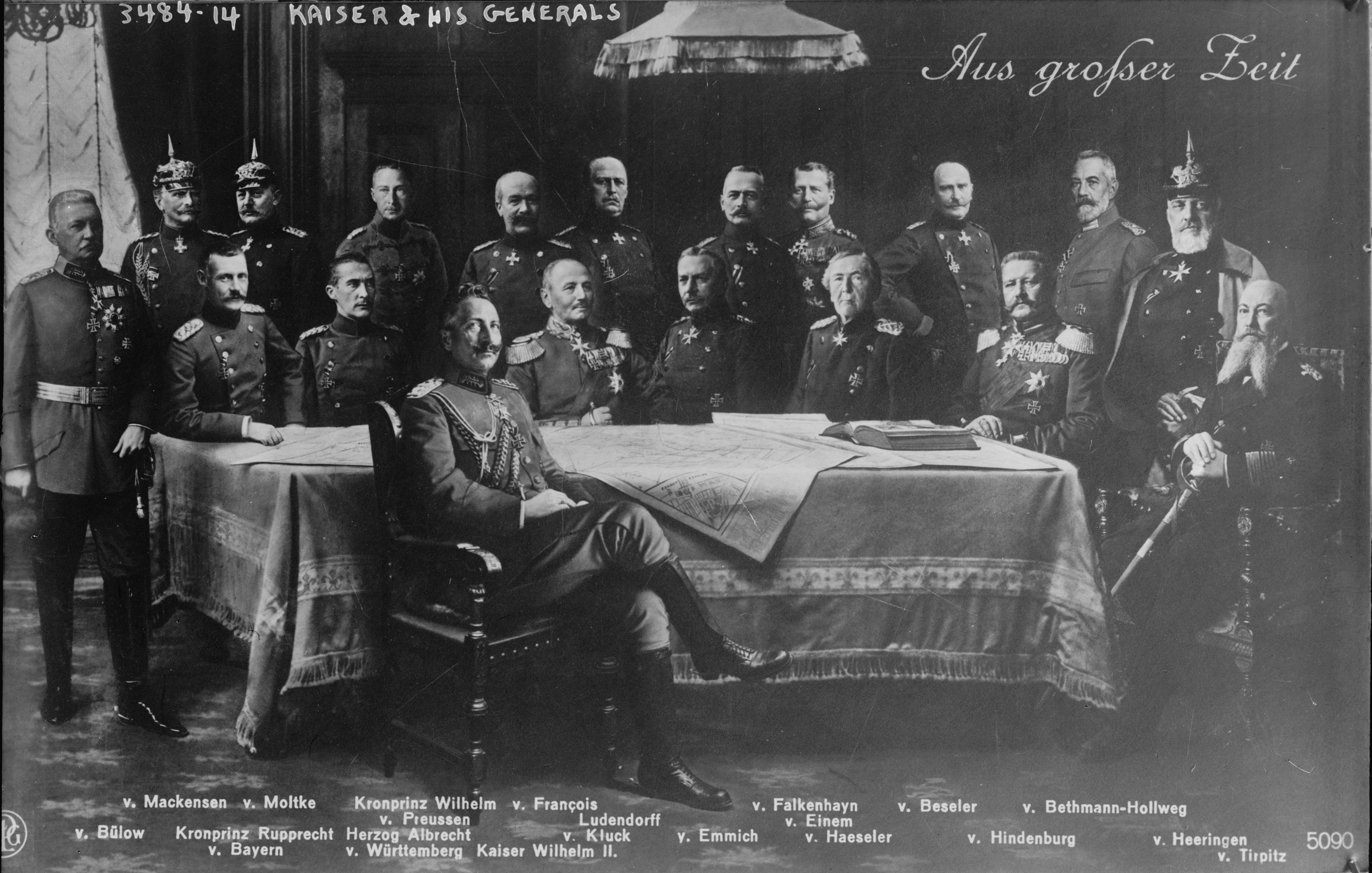
Keizer Wilhelm II met zijn generaals.

Het Deutsches Heer (Nederlands: Duitse leger; ook bekend als Kaiserliches Heer of Kaiserliche Armee) was de landmacht van het Duitse Keizerrijk. Het bestond van 1871 tot 1919.  Het andere onderdeel van het Duitse keizerlijke leger was de Kaiserliche Marine.

## Leiding
Het leger stond in vredes- en oorlogstijd onder bevel van de Duitse keizer, die ook koning van Pruisen was. Het leger bestond uit de afzonderlijke legers van de bondslanden Pruisen, Beieren, Saksen en Württemberg. De soldaten van de overige bondslanden stonden, volgens militaire verdragen, onder Pruisisch bevel of werden bij het Pruisische leger ingelijfd. De Beierse, Saksische en Württembergse legers stonden in vredestijd onder bevel van hun eigen koningen. Beieren had zelfs een eigen ministerie van oorlog. Het Beierse leger was opgenomen in het Duitse leger als een zelfstandig contingent. De Saksische en Württembergse legers waren opgenomen als zelfstandige legerkorpsen. De overige bondslanden leverden kleinere eenheden, zoals regimenten of in het vorstendom Lippe een bataljon. 
De dienstplichtige soldaten waren afkomstig uit de boerenbevolking en de burgerij van het land. Maar het officierskorps was voor het overgrote deel afkomstig uit de aristocratie van het Duitse rijk. Vooral officieren afkomstig van de pruisische landadel (Junkers) hadden een voorname positie in het leger.
De keizer werd als opperbevelhebber bijgestaan door de Generale Staf. De chef van de Generale Staf was belangrijkste adviseur van de keizer op militair gebied en had zodoende veel invloed. Tijdens de Eerste Wereldoorlog wist de Oberste Heeresleitung zelfs zoveel macht naar zich toe te trekken dat zij de feitelijke regering van Duitsland werd.

## Omvang
Het aantal dienstplichtigen in het Duitse leger groeide ook in vredestijd, vanwege de bevolkingsgroei in het Duitse Rijk. Tijdens de Eerste Wereldoorlog dienden er zo'n 11 miljoen soldaten in het Duitse leger.
| Jaar     | 1875    | 1888    | 1891    | 1893    | 1899    | 1902    | 1906    | 1908    | 1911    | 1913    | 1914    |
| -------- | ------- | ------- | ------- | ------- | ------- | ------- | ------- | ------- | ------- | ------- | ------- |
| Soldaten | 420.000 | 487.000 | 507.000 | 580.000 | 591.000 | 605.000 | 610.000 | 613.000 | 617.000 | 663.000 | 794.000 |